# Valleskibet
Valleskibet  var et af de tre vikingeskibe, som blev fundet i 1894 på Rolvsøy i Fredrikstad i Norge.
Fundstedet var Valle gård på Rolvsøy. Skibet var ca. 15 meter langt, og på grund af skibets forfatning og besværet med at have det gården, blev det ødelagt. Bonden fandt nogle nagler i jorden, som efter udgravning viste sig at være et skib fra en skibsbegravelse. I midten af vraget lå en bunke sten. Desuden blev der fundet et sværdskæfte fra De Britiske Øer, en vægt og et lod.
De to andre vikingskibe, som er fundet på Rolvsøy, er Tuneskibet fra gården Haugen, som i dag er udstillet på Vikingeskibsmuseet på Bygdøy i Oslo og Rostadskibet, som blev fundet i 1751 på gården Rostad ca. 300 meter fra Tuneskibet. Intet andet sted i Norge har man fundet tre vikingskibe på et så lille areal, og dagens Fredrikstad, med Glommas udløb og søen Visterflo kan man sige er stedet, hvor vikingerne havde bedst fodfæste på den østlige siden af Oslofjorden.